# Mòdul de Perl
Un mòdul de Perl és un mecanisme per usar biblioteques de codi externs a un programa Perl, permetent que un simple arxiu contingui rutines comunes a diversos programes. Perl anomena aquests arxius mòduls. Els mòduls Perl normalment s'instal·len en diversos directoris els camins dels quals són indicats quan l'intèrpret Perl és compilat per primera vegada; en els sistemes operatius Unix, els camins típics inclouen /usr/lib/perl5, /usr/local/lib/perl5, i diversos altres subdirectoris.
Perl ve amb un petit conjunt de mòduls principals. Alguns d'aquests realitzen tasques de manteniment o arrencada, com l'ExtUtils::MakeMaker, que s'usa per a la construcció i instal·lació d'altres mòduls; uns altres, com el Cgi.pm, són d'ús més mundà. No obstant això, els autors de Perl no esperen que aquest grup limitat de mòduls cobreixi totes les necessitats.